# Chiba Monorail
De Chiba Monorail (Japans: 千葉都市モノレール, Chiba Toshi Monoreru) is een monorailsysteem dat uit twee lijnen bestaat en bevindt zich in de Japanse stad Chiba. De havenstad Chiba telt zo'n 960.000 inwoners en ligt ongeveer 40 kilometer ten oosten van Tokio aan de overzijde van de gelijknamige baai. Chiba's monorail is 's werelds langste hangende monorail, de staande monorail van Osaka is met 28 kilometer echter vrijwel twee keer zo lang. De monorail is een SAFEGE-systeem, de voertuigen zijn gebaseerd op die van de Shonan Monorail.

## Geschiedenis
De monorail heeft een lengte van 15,2 kilometer en telt 18 stations. Het eerste deel - van Sports Center naar Chishirodai - opende in maart 1988. Drie jaar later werd de lijn verlengd naar treinstation Chiba en in 1995 werd het centrum van de stad bereikt. In maart 1999 ten slotte, werden nog de drie stations van de kortere tweede lijn geopend. De lijn is eigendom van Chiba Urban Monorail Co., Ltd, een onderneming die deels in particuliere en deels in overheidshanden is. De prefectuur Chiba en de stad zelf bezitten een meerderheidsbelang in het bedrijf.

## Stations

### Lijn 1
Onderstaande tabel toont de stationsnamen, de afstanden tussen de haltes en de overstapmogelijkheden naar treinen van East Japan Railway Company. Lijn 1 verbindt station Chiba-Minato met Kenchō-Mae, het spoor heeft een lengte van 3,2 kilometer.
| Stationsnaam   | Japans     | Cumulatieve afstand (km) | Overstappen naar                                                      |
| -------------- | ---------- | ------------------------ | --------------------------------------------------------------------- |
| Chiba-Minato   | 千葉みなと | -                        | JR East: Keiyō-lijn                                                   |
| Shiyakusho-Mae | 市役所前   | 0,7                      |                                                                       |
| Chiba          | 千葉       | 1,5                      | Lijn 2 en JR East: Sōbu-lijn, Sotobō-lijn, Uchibō-lijn en Narita-lijn |
| Sakaechō       | 栄町       | 2,0                      |                                                                       |
| Yoshikawa-Kōen | 葭川公園   | 2,5                      |                                                                       |
| Kenchō-Mae     | 県庁前駅   | 3,2                      |                                                                       |

### Lijn 2
Onderstaande tabel toont de stationsnamen, de afstanden tussen de haltes en de overstapmogelijkheden naar treinen van East Japan Railway Company. Lijn 2 verbindt station Chiba met Chishirodai, het spoor heeft een lengte van 12 kilometer (het gedeelde stuk met lijn 1 wordt in de tabel niet meegenomen).
| Stationsnaam     | Japans           | Cumulatieve afstand (km) | Overstappen naar                                                      |
| ---------------- | ---------------- | ------------------------ | --------------------------------------------------------------------- |
| Chiba            | 千葉             | -                        | Lijn 1 en JR East: Sōbu-lijn, Sotobō-lijn, Uchibō-lijn en Narita-lijn |
| Chiba-Kōen       | 千葉公園         | 1,1                      |                                                                       |
| Sakusabe         | 作草部           | 1,8                      |                                                                       |
| Tendai           | 天台             | 2,5                      |                                                                       |
| Anagawa          | 穴川             | 3,4                      |                                                                       |
| Sports Center    | スポーツセンター | 4,0                      |                                                                       |
| Dōbutsu-Kōen     | 動物公園         | 5,2                      |                                                                       |
| Mitsuwadai       | みつわ台         | 6,2                      |                                                                       |
| Tsuga            | 都賀             | 7,7                      | JR East: Sōbu-lijn                                                    |
| Sakuragi         | 桜木             | 9,0                      |                                                                       |
| Oguradai         | 小倉台           | 10,2                     |                                                                       |
| Chishirodai-Kita | 千城台北         | 11,2                     |                                                                       |
| Chishirodai      | 千城台           | 12,0                     |                                                                       |

## Galerij

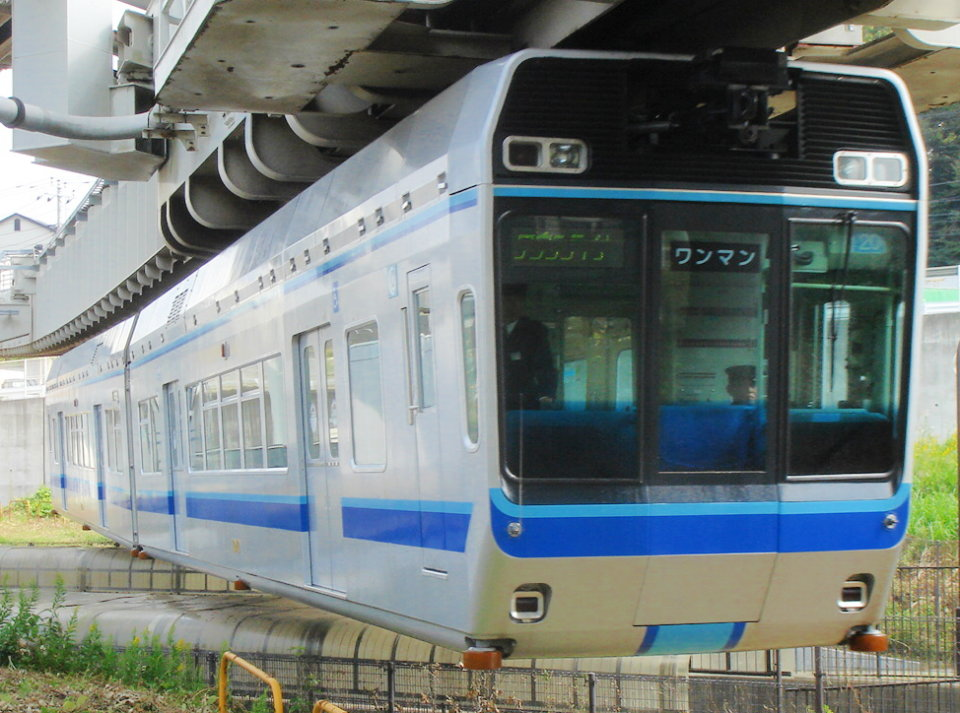
Monorailvoertuig
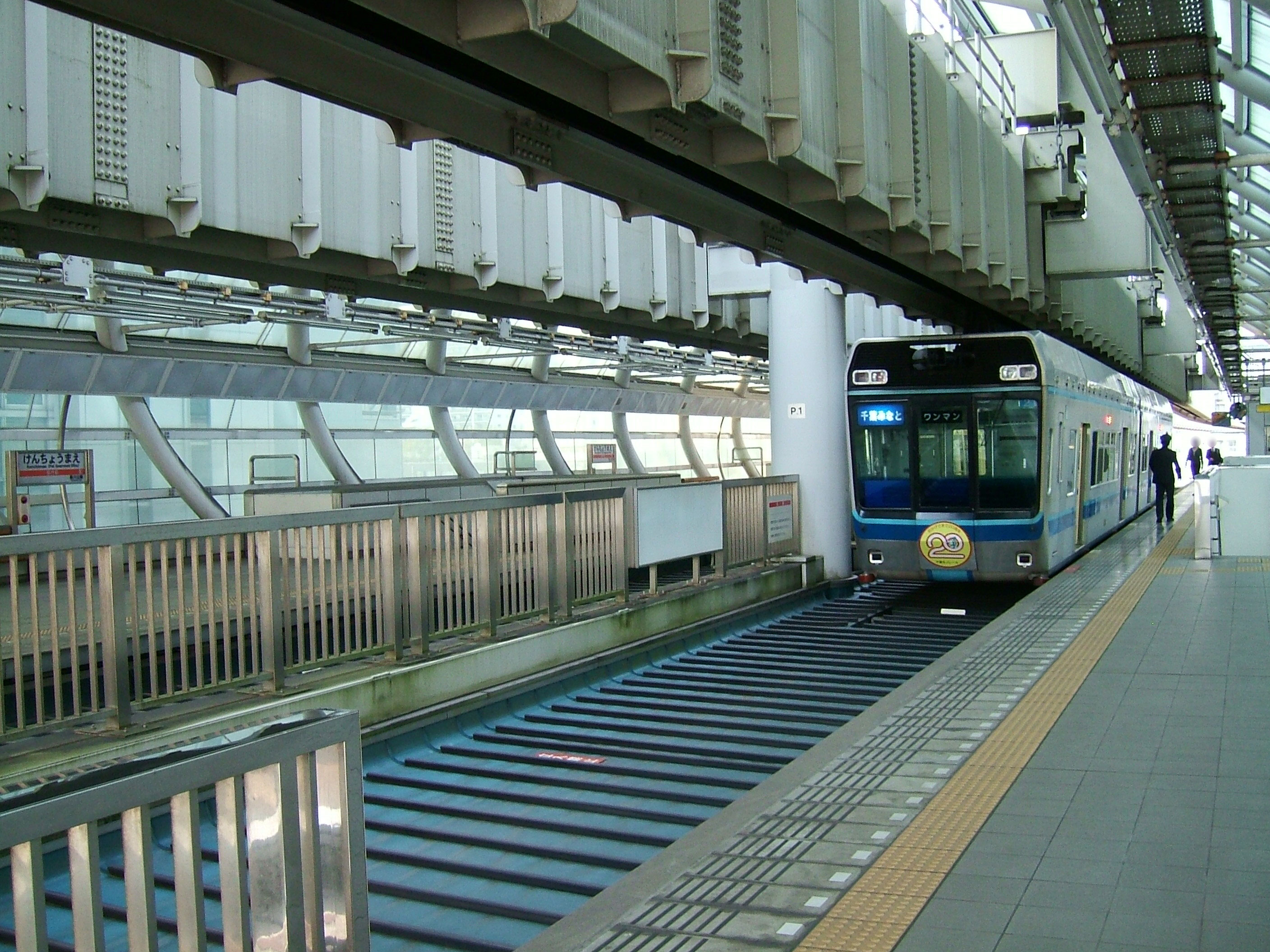
Het perron van station Kencho-mae
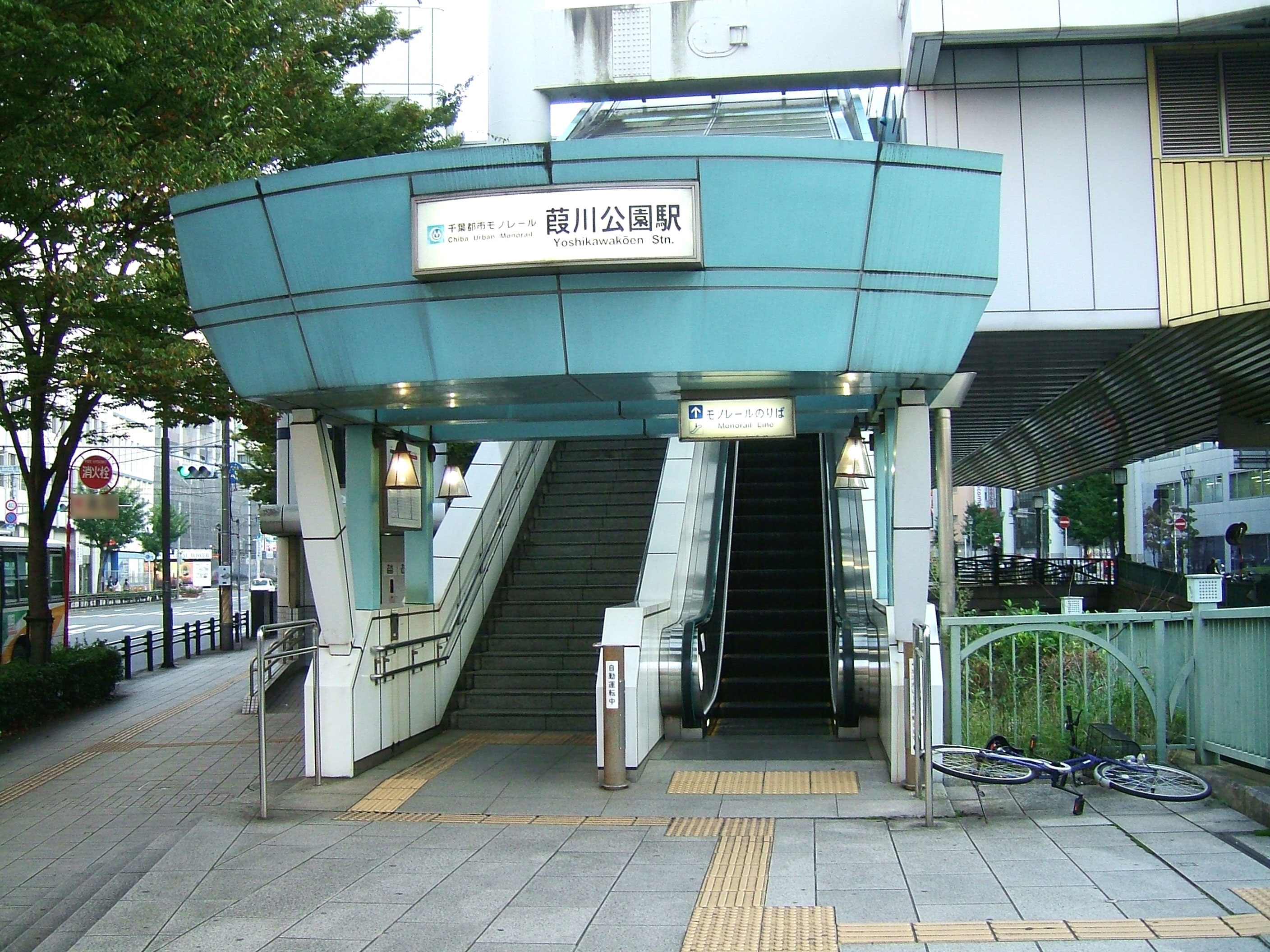
De entree van Yoshikawa-koen
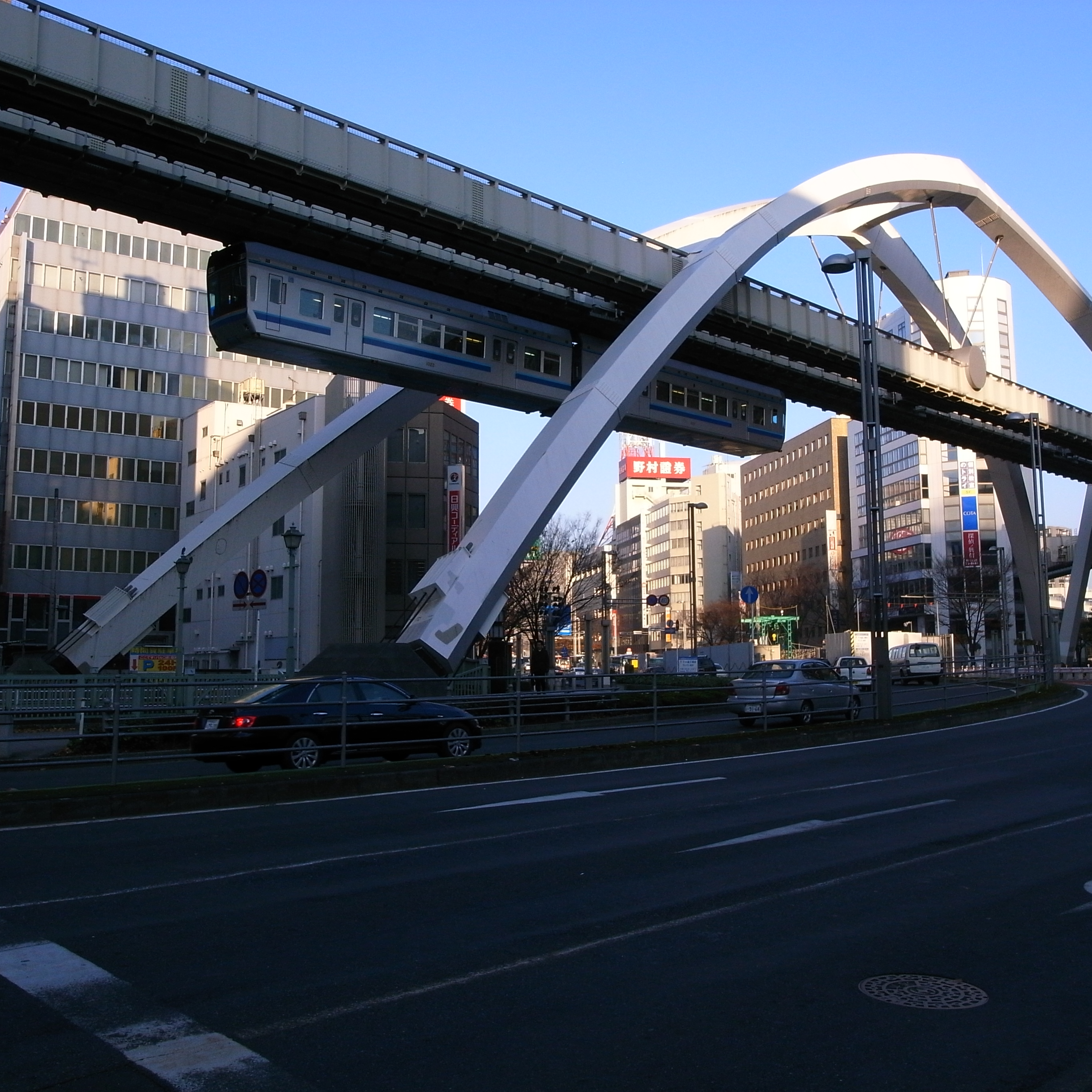
Monorail en brug